# Afrocarpus falcatus

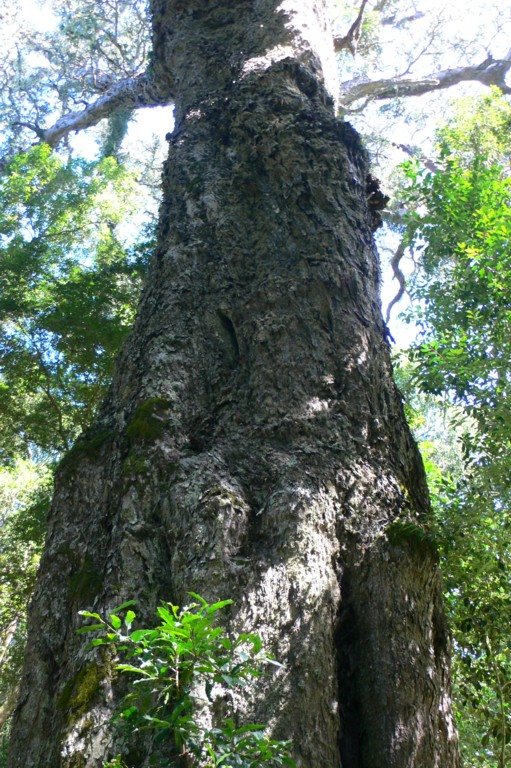
El Gran Arbre, un gran espècimen a la Reserva Natural de Vida Silvestre.

Afrocarpus falcatus és una espècie de conífera de la família de les Podocarpaceae, endèmica d'Àfrica meridional.

## Distribució
Afrocarpus falcatus es nadiua dels boscos de muntanya de Sud-àfrica, des del districte de Swellendam del Cap Occidental fins a la Província de Limpopo, i fins al sud de Moçambic.

## Característiques
És un arbre de mida mitjana a gran, generalment de 10 a 25 m d'alçada, però rarament creix fins a 60 m, amb l'escorça rugosa i escamosa. Les fulles estan disposades en espiral, lanceolades o falcades (forma de falç), de 2-4 cm de longitud i 2-4 mm d'ample. Les pinyes estan bastant modificades, amb una gran llavor amb una coberta carnosa i sostinguda per un curt peduncle. La llavor madura és groga, i és dispersada per aus i micos els quals mengen la coberta carnosa, un pas necessari per al creixement, ja que la carn conté un inhibidor de germinació. Els cons del pol·len es produeixen en raïms en tiges curtes.